# قطب‌الدین رازی
قطب‌الدین ابوعبدالله محمد بن محمد بویهی رازی ورامینی از فلاسفه و فقهای شیعه که با القاب گوناگونی مانند قطب‌الدین، علامه رازی، قطب تحتانی شناخته می‌شود. کنیه او را ابوجعفر رازی نوشته‌اند. نام کامل او چنان‌که آمد، مورد تأیید و اجماع دانشمندان و شرح‌حال‌نویسان است.

## تولد و وفات
در بارهٔ سال تولد و وفات او اختلاف نظرهای بسیار است. در کتاب‌های رجالی و شرح حال شیعی وفات ورامینی در دوازدهم یا سیزدهم ذی‌القعده سال ۷۷۶ و در کتاب‌های اهل سنت تاریخ وفات قطب‌الدین سال ۷۶۶ قمری نوشته شده‌است. در هدیة العارفین نیز درگذشت او به سال ۷۶۶ سال او گفته شده‌است. اما از آن رو که شهید اول در سال ۷۶۸ از محضر او بهره برده‌است، بر نقل اهل سنت اشکال وارد است.

## زادگاه
همه شرح‌حال‌نویسان و کسانی که به زادگاه علامه قطب‌الدین اشاره داشته‌اند، آن را ورامین دانسته‌اند.

## آرامگاه
آرامگاه قطب‌الدین در دمشق است، زیرا قطب‌الدین در پایان عمر در این شهر به سر می‌برده و همان شهر نیز در گذشته‌است.

## زندگانی
قطب الدین در دوران حکومت ایلخانان می‌زیست. دو وزیر بزرگ ایلخانان مغول در این دوران خواجه رشیدالدین فضل‌الله همدانی و پسرش غیاث الدین بودند. خواجه رشیدالدین که به دانشمندان بسیار احترام می‌گذاشت، در نامه‌ای که به فرزند ش، امیر علی، حاکم بغداد فرستاد، با عنوان «مولانا» از قطب الدین رازی یاد می‌کند و از پسرش می‌خواهد هزار دینار و پوستینی سنجاب و مرکوبی همراه زین در اختیار او بگذارد.

## استادان
قطب‌الدین شاگرد قطب‌الدین شیرازی، علامه حلی و شمس‌الدین اصفهانی بوده‌است. علامه حلی به وی اجازه روایت کتبی را که پیش او قرائت کرده داد.

## آثار
از آثار قطب‌الدین می‌توان به شرح شمسیه، المحاکمات بین شرحی الاشارات، لوامع الاسرار فی شرح مطالع الانوار، بحر الاصداف، تحفة الاشراف، رسالة فی تحقیق الکلیات، لطائف الاسرار، شرح الاشارات، شرح الحاوی الصغیر فی الفروغ، شرح حکمة الاشراق، شرح بر قوائد الاحکام و تقسیم العلم اشاره کرد.

## آراء منطقی
1. از نظر او کلی طبیعی به وجود افرادش در خارج موجود است.[۲]
2. قطب رازی رسم تام را از جمیع ماعدا تمییز تام می‌دهد و رسم ناقص را از بعضی از ماعدا تمییز می‌دهد.[۳]
3. او به تبع استادانش علامه حلی و قطب شیرازی، متأخران را در تقسیم حملیه محصوره به حقیقیه و خارجیه به نقد می‌کشد.[۴]
4. او نیز عکس نقیض به روش پیشینیان را می‌پذیرد و عکس نقیض به روش متأخران را لازم عکس نقیض قدما قلمداد می‌کند.[۵]
5. وی موجبه سالبه را می‌پذیرد و برای آن تفسیر بدیعی ارائه می‌دهد.[۶][۷]
6. قطب رازی در دفع شبهه دور در شکل اول - علم به نتیجه موقوف به علم به کبراست و علم به کبرا نیز موقوف به علم به نتیجه است - ظاهراً راه بدیعی پیموده‌است.[۸]